# クロストリジウム科
クロストリジウム科（Clostridiaceae）は、ユーバクテリウム目の科であり、クロストリジウム属を含む。 
Bergey's Manual of Systematic Bacteriologyの分類学的概要で定義されているクロストリジウム科は、主な属であるクロストリジウム属（Clostridium）に加え、 Acetivibrio、Acidaminobacter、Alkaliphilus、Anaerobacter、Caloramator、Caloranaerobacter、Coprobacillus、Dorea、Natronincola、Oxobacter、Sarcina、Sporobacter、Thermobrachium、Thermohalobacter及びTindalliaの属を含んでいる。
クロストリジウム科に追加された属の以前の分類は、多くの場合、これらの属のタイプ種が系統学的にクロストリジウム属に誤分類されていたためであることに基づいている。
この誤分類は、伝統的なクロストリジウム属の分類学的構造のよく知られた問題の結果である。Collins（1994）の系統発生分析は、クロストリジウム属及び関連する分類群の種の16S rRNA系統解析の最初の大規模比較であった。 クロストリジウム属の種が単一系統を形成しなかったという事実は、 クロストリジウム種の小グループを1981年以来と比較した多くの研究で示されている。Collins（1994）とその後の研究でこの属に現在割り当てられている種の半分以上が、実際にタイプ種であるクロストリジウム・ブチリカムと密接に関連しておらず、系統学的な観点からは、新たに定義されたクロストリジウム属に含まれてはならないと結論することができる。 クロストリジウム属の広範な遺伝的多様性は、JohnsonとFrancisによって1975年に23S rRNA：DNAハイブリダイゼーション研究を用いて示されたが、16S rRNA系統解析アプローチは、この属と他の属との間の実際の系統学的関係を明らかにした。 クロストリジウム属は現在、命名法で152種の有効に記載された種を含む。 しかしながら、16S rRNA系統解析に基づいて、これらのうちの73種のみがクロストリジウム属のタイプ種の系統に含まれる 。